# HD 161840
HD 161840，又名CD-3114609，SAO 209303、HR 6628，是一颗恒星，视星等为4.83，位于銀經358.03，銀緯-2.09，其B1900.0坐标为赤經17h 42m 40.7s，赤緯-31° -2.09′ 8″。